# Inga Swenson
Inga Swenson (29 de diciembre de 1932 – 23 de julio de 2023) fue una actriz y cantante estadounidense. Apareció en múltiples producciones de Broadway y fue nominada dos veces al Premio Tony por Mejor actriz en un musical por sus interpretaciones de Lizzie Curry en 110 in the Shade e Irene Adler en Baker Street. También pasó siete años interpretando a Gretchen Kraus en la serie de comedia de ABC Benson.

## Primeros años
Inga Swenson nació en Omaha, Nebraska, el 29 de diciembre de 1932, la menor de los tres hijos de Geneva Pauline (née Seeger) y Axel Carl Richard "A.C.R." Su padre murió en un accidente de coche cuando ella tenía 15 años.
Swenson se graduó en el Omaha Central High School en 1950. Mientras estudiaba en el OCHS, en el penúltimo año, Swenson ganó el título estatal en el concurso de oratoria de la National Forensic League y, más tarde, ganó el concurso nacional de la NFL. En su último año de instituto, fue considerada la mejor vocalista del centro y presidenta del Central High Players. Estudió arte dramático en la Universidad del Noroeste con Alvina Krause, entre otros, y fue miembro de la hermandad Alpha Phi.

## Carrera
Al principio de su carrera, Swenson tuvo papeles secundarios en las películas Advise and Consent (1962) y The Miracle Worker (1962), en la que interpretó a la madre de Helen Keller. Swenson era soprano lírica de formación y actuó en Broadway en New Faces (c. 1956) y The First Gentleman (1959), recibiendo nominaciones al premio Tony a la mejor actriz de musical por sus interpretaciones en 110 in the Shade (1964) y Baker Street (1965). Miembro vitalicio de The Actors Studio, afirmó que su papel favorito era el de Lizzie Currie en el musical 110 in the Shade.
Swenson apareció en dos episodios de Bonanza: "Inger, My Love" (1962) y "Journey Remembered" (1963) como madre de Hoss. Interpretó a Gretchen Kraus, la autocrática y mordaz cocinera alemana (más tarde ama de llaves y directora de presupuestos) en la comedia Benson. Su interpretación le valió tres nominaciones a los Emmy. Fue elegida después de aparecer en varios episodios como Ingrid Svenson, una confabuladora en busca de venganza, la madre biológica sueca de Corinne Tate (Diana Canova), en la serie de televisión Soap (Benson era una serie derivada de Soap y compartía los mismos productores). También interpretó a la matriarca del norte Maude Hazard en la miniserie North and South en 1985 y de nuevo en 1986.
Swenson se retiró de la actuación en 1998.

## Vida personal y muerte
Swenson se casó con el ingeniero de sonido Lowell Harris en 1953, y la pareja tuvo dos hijos: Mark y James. James murió en un accidente de moto en 1987, a la edad de 26 años. Mark es montador de cine y trabajó en Blues Brothers 2000 y Digging to China.
Swenson murió en Los Ángeles el 23 de julio de 2023, a la edad de 90 años.

## Créditos en teatro
- Debut en teatro – Sirvienta, Peg O' My Heart, Berkshire Playhouse, Stockbridge, MA, 1949.
- Debut en Broadway – Cantante, New Faces of '56 (revista), Ethel Barrymore Theatre, 1956.
- Debut en Londres – Lizzie Currie, 110 in the Shade, Palace Theatre, 1967.[4]

### Apariciones principales en teatro
- Princesa Alexandria, The Swan, Minnie Fay, The Merchant of Yonkers, cantante, Sing Out, Sweet Land, and extra, Othello, all Playhouse Theatre, Eagles Mere, Pennsylvania, 1952.
- Tía Anna Rose, Treasure Hunt, Monica, The Medium, Lucy, The Telephone, Dunyasha, The Cherry Orchard, Alizon Elliot, The Lady's Not for Burning, and Isabelle, Ring 'round the Moon, all Playhouse Theatre, Eagles Mere, Pennsylvania, 1953.
- Georgie Elgin, The Country Girl, Celia Copplestone, The Cocktail Party, Mrs. Larue, Mrs. McThing, Condesa Aurelia, The Madwoman of Chaillot, and Angelique, The Imaginary Invalid, all Playhouse Theatre, Eagles Mere, Pennsylvania, 1954.
- Olivia, Twelfth Night, Jan Hus Playhouse, New York City, 1954.
- Princesa Charlotte, The First Gentleman, Belasco Theatre, New York City, 1957.
- Madge, Picnic, y Amy Kittridge, A Swim in the Sea, ambos en Royal Poinciana Playhouse, Palm Beach, FL, 1958.
- Ophelia, Hamlet, Helena, A Midsummer Night's Dream, y Perdita, The Winter's Tale, all American Shakespeare Festival, Stratford, CT, 1958.
- Amy Kittridge, A Swim in the Sea, Walnut Street Theatre, Philadelphia, PA, 1958.
- Juliet, Romeo and Juliet, American Shakespeare Festival, 1959.
- Solveig, Peer Gynt, Phoenix Theatre, New York City, 1960.
- Julie Jordan, Carousel, Melody Top Theatre, Hillside, IL, 1962.
- Gillian, Bell, Book, and Candle, Kiamesha Playhouse, Kiamesha Lake, New York, 1962.
- Desdemona, Othello, Arena Stage, Washington D. C., 1963.
- Magnolia, Show Boat, Kenley Players, Warren, OH, then Columbus, OH, both 1963.
- Lizzie Currie, 110 in the Shade, Broadhurst Theatre, New York City, 1963.
- Irene Adler, Baker Street, Broadway Theatre, New York City, 1965.
- title role, Mary Stuart, Parker Playhouse, Ft. Lauderdale, FL, 1967.
- Eliza Doolittle, My Fair Lady, City Center Light Opera Company, City center theater, New York City, 1968.
- Lady Alice More, A Man for All Seasons, Center Theatre Group, Ahmanson Theatre, Los Angeles, 1979.
- The Crucible, Center Theatre Group, Ahmanson Theatre, 1972
- The Four Poster, New Stage Theatre, Jackson, MS, 1979.[4]

### Grandes giras teatrales
- Marie Louise, My Three Angels, U.S. cities, 1957.
- Julie Jordan, Carousel, U.S. cities, 1960.
- Lizzie Currie, 110 in the Shade, U.S. cities, 1963[4]

## Créditos en película
- Ellen Anderson, Advise & Consent, Columbia, 1962
- Kate Keller, The Miracle Worker, United Artists, 1962
- Hermana Mo nica, Lipstick, Paramount, 1976
- Mrs. Craddock, The Betsy, Allied Artists, 1978[4]
- Cantante, The Mountain Men, Columbia, 1980

## Créditos de television
Debut en televisión – Cantante, Chrysler Special, CBC (televisión canadiense), 1957.

### Series de televisión
- Gretchen Kraus, Benson, ABC, 1979–86.[4]

### Miniseries de televisión
- Amelia Foster, Testimony of Two Men, syndicated, 1977.
- Maude Hazard, North and South, ABC, 1985.
- Maude Hazard, North and South, Book II, ABC, 1986.[4]
- Marilyn Bradshaw Reagan, Nutcracker: Money, Madness, and Murder, NBC, 1987.[4]

### Episodios de televisión
- Liza, "The Best Wine", Goodyear Playhouse, NBC, 1957
- Marjorie, "The World of Nick Adams", The Seven Lively Arts, CBS, 1957
- Maria, "Heart of Darkness", Playhouse 90, CBS, 1958
- Milly Theale, "Wings of the Dove", Playhouse 90, CBS, 1958
- Vera, "Goodbye, But It Doesn't Go Away", The United States Steel Hour, CBS, 1958
- Rose Maylie, "Oliver Twist", DuPont Show of the Month, CBS, 1959
- Lady Jane, "Victoria Regina", Hallmark Hall of Fame, NBC, 1961
- Inger Borgstrom Cartwright, "Inger, My Love" and "Journey Remembered", Bonanza, NBC, 1962
- Henrietta Higgins, "The Sod House Woman", Sara, CBS, 1976
- Marie Barrett, "Hitchhike To Terror", Barnaby Jones, CBS, 1978
- Ingrid Swenson, Soap, ABC, 1978–79
- Helen's mother, "Sex & Violence" (unaired), Highcliffe Manor, NBC, 1979
- Sonya Green, "Till Death Do Us Part", Hotel, ABC, 1988
- Holly Lindstrom, "Little Sister", The Golden Girls, NBC, 1989
- Madelyn Stone, "George and the Old Maid", Newhart, CBS, 1989.[4]

### Otros televisores
- The Defenders, CBS, 1961 and 1962
- Dr. Kildare, NBC, 1962
- The Nurses, CBS, 1963
- American Musical Theatre, CBS, 1964
- The Tonight Show, NBC, 1964
- My Father and My Mother, CBS Playhouse, CBS, 1968
- Medical Center, CBS, 1970 and 1971
- The Tape Recorder, NET Playhouse, PBS, 1970

### Telefilmes
- Ilyana Kovalefskii, Earth II, ABC, 1971.
- Nora Bayes, Ziegfeld: The Man and His Women, NBC, 1978.
- Matty Kline, Bay Cove, NBC, 1987.

### Especiales de televisión
- Lavinia, Androcles and the Lion, NBC, 1967.
- Mrs. Trimble, My Dear Uncle Sherlock, ABC Short Story Specials, ABC, 1977.
- Mrs. Marston, The Terrible Secret, ABC Afterschool Special, ABC, 1979.
- Kate, The Gay Deceivers, CBC, 1956.[4]